# Tây Xuân
Tây Xuân là một xã thuộc huyện Tây Sơn, tỉnh Bình Định, Việt Nam.

## Địa lý
Xã Tây Xuân nằm ở phía đông nam huyện Tây Sơn, có vị trí địa lý:
- Phía đông giáp xã Bình Nghi
- Phía tây giáp thị trấn Phú Phong và xã Tây Phú
- Phía nam giáp huyện Vân Canh
- Phía bắc giáp thị trấn Phú Phong và xã Bình Hòa.

Xã có diện tích 37,27 km², dân số năm 2005 là 8.033 người, mật độ dân số đạt 216 người/km².

## Lịch sử
Xã Tây Xuân được thành lập vào ngày 14 tháng 2 năm 1987 trên cơ sở 2.720 ha diện tích tự nhiên và 6.268 người của xã Bình Phú cũ.
Ngày 15 tháng 11 năm 2005, Chính phủ ban hành Nghị định 143/2005/NĐ-CP. Theo đó, điều chỉnh 126,87 ha diện tích tự nhiên và 450 người của xã Tây Xuân về thị trấn Phú Phong quản lý.
Sau khi điều chỉnh địa giới hành chính, xã Tây Xuân còn lại 3.727,13 ha diện tích tự nhiên và 8.033 người.

## Hành chính
Xã Tây Xuân được chia thành 3 thôn: Đồng Sim, Phú An, Phú Hòa.